# Bois-Jérôme-Saint-Ouen
Bois-Jérôme-Saint-Ouen település Franciaországban, Eure megyében. Lakosainak száma 744 fő (2022. január 1.). Bois-Jérôme-Saint-Ouen Gasny, Giverny és Heubécourt-Haricourt községekkel határos.

## Népesség
A település népességének változása:
| Lakosok száma | 369  | 452  | 634  | 730  | 743  | 747  | 749  | 748  | 748  | 744  |
|               | 1968 | 1982 | 1990 | 2006 | 2013 | 2015 | 2017 | 2019 | 2020 | 2022 |